# Gymnomyces pila
Gymnomyces pila är en svampart som först beskrevs av Narcisse Theophile Patouillard, och fick sitt nu gällande namn av Trappe, T. Lebel & Castellano 2002. Gymnomyces pila ingår i släktet Gymnomyces och familjen kremlor och riskor.   Inga underarter finns listade i Catalogue of Life.